# 阿德穆斯
阿德穆斯是西班牙巴伦西亚自治区巴伦西亚省的一个市镇，面积100.42平方公里，人口1,242人（2007年）。